# Възмущение
Възмущението е силна морална емоция, характеризираща се с комбинация от изненада, отвращение и гняв,. 
Моралното възмущение е емоцията на възмущение, изпитана в отговор на несправедливост, като такава включва морална преценка и често е придружена от желание да се засрамят и/или накажат нарушителите.

## Фалшиво възмущение
През 21-ви век има засилена проява на фалшиво (мнимо) или произведено възмущение, обслужващо властта и престижът, като лицемерно изповядване на загриженост за другите, по изключително селективен и временен начин.